# Desi Washington
Desmond Washington, detto Desi (Harrisburg, 6 luglio 1992), è un cestista statunitense.